# Ludvig Peyron
Carl Ludvig Peyron, född 30 oktober 1832 i Stockholm, död 27 april 1915 i Stockholm, var en svensk grosshandlare och riksdagsman.
Peyron, som tillhörde ätten Peyron, var tillförordnad generalkonsul för Hamburg i Stockholm, och var verksam som grosshandlare i Stockholm. Han var som riksdagsman  ledamot av andra kammaren.